# Morski Park Narodowy Port Launay
Port Launay Marine National Park – morski park narodowy utworzony 11 czerwca 1979 położony w niewielkiej odległości na południe od Baie Ternay. Te dwa parki oddziela półwysep Cap Matoupa. Granica parku od strony morza biegnie równolegle do głównej plaży w Port Launay, od Anse Des Anglais na południu do Cap Matoupa na północy. Port Launay jest chroniony przed wpływem północno-zachodniego monsunu przez Cap Matoupa. Wyspa Conception na zachodnim brzegu zatoki również zapewnia ochronę. Port Launay słynie z licznych plaż (w sumie osiem), został uznany za wyjątkowo piękny obszar i w czerwcu 1979 roku wraz z Curieuse i Baie Ternay ustanowiony jako park morski.